# Sociedad Argentina de Apicultores
La Sociedad Argentina de Apicultores (SADA) es una organización gremial de apicultores, fundada el 28 de julio de 1938. Sus objetivos son promover los conocimientos apícolas y defender la apicultura en Argentina. La SADA es parte de la Federación Internacional de Asociaciones de Apicultura (APIMONDIA) y de la Federación Internacional Latinoamericana de Apicultura (FILAPI). En 2018 recibió la Presidencia pro tempore de la FILAPI.

## Actividades
La SADA cuenta con una sede oficial en la Ciudad de Buenos Aires, y un Apiario Escuela en la localidad de Merlo, que cuenta con 2.5 hectáreas y capacidad para hospedar hasta 30 estudiantes del interior. El Apiario Escuela cuenta además con una sala de extracción.
La SADA publica una revista titulada Gacetas del Colmenar, dedicada a la difusión de noticias sobre la apicultura, y a generar conciencia sobre la necesidad de proteger a los polinizadores como fuente de biodiversidad.
En 2018, la SADA le envió una carta al presidente del Senasa, Ricardo Negri, solicitándole la prohibición de tres insecticidas que contienen neonicotinoides como principio activo. Estos neonicotinoides, como el imidacloprid, tienen un impacto sobre los polinizadores y están relacionados con el síndrome de colapso de colonias y la disminución de polinizadores, además de haber sido prohibidos en Europa y otros países.

## Consejo Federal
La Sociedad está nucleada de manera federal, y reúne a otras sociedades, cooperativas y cámaras de apicultores de Argentina que definen los lineamientos generales de la organización. 
- Cooperativa de Productores Apícolas de PI-HUE, Buenos Aires.

- Asociación de Productores Apícolas del Norte de La Pampa.
- Cooperativa Apícola Patagonia Limitada, La Pampa.
- Cooperativa de Apicultores Unidos de Arrecifes, Buenos Aires.
- Asociación Apícola Misionera 25 de mayo, Misiones.
- Cooperativa Apícola de Gualeguaychú, Entre Ríos.
- Asociación Agraria y Apícola de Comahue, Neuquén.
- Asociación de Apicultores de Malabrigo, Santa Fe.
- Asociación de Productores Norte Santafecino, Santa Fe.
- Consorcio Apícola del Chaco.
- Cooperativa de Producción Apícola COSAR Ltda., Santa Fe.
- Cámara de Apicultores de Tres Arroyos, Buenos Aires.
- Asociación Civil Apícola Forestal de la Provincia de Misiones.
- Cámara de Apicultores Pampero, Buenos Aires.
- Cooperativa de Trabajo Apícola Pampero Lda., Buenos Aires.
- Asociación de Apicultores de Franck, Entre Ríos.
- Federación de Cooperativas Apícolas de Entre Ríos.
- Cooperativa Agroapícola Pilar COAAPI, Ltda, Buenos Aires.